# Joseph Ludwig von Armansperg

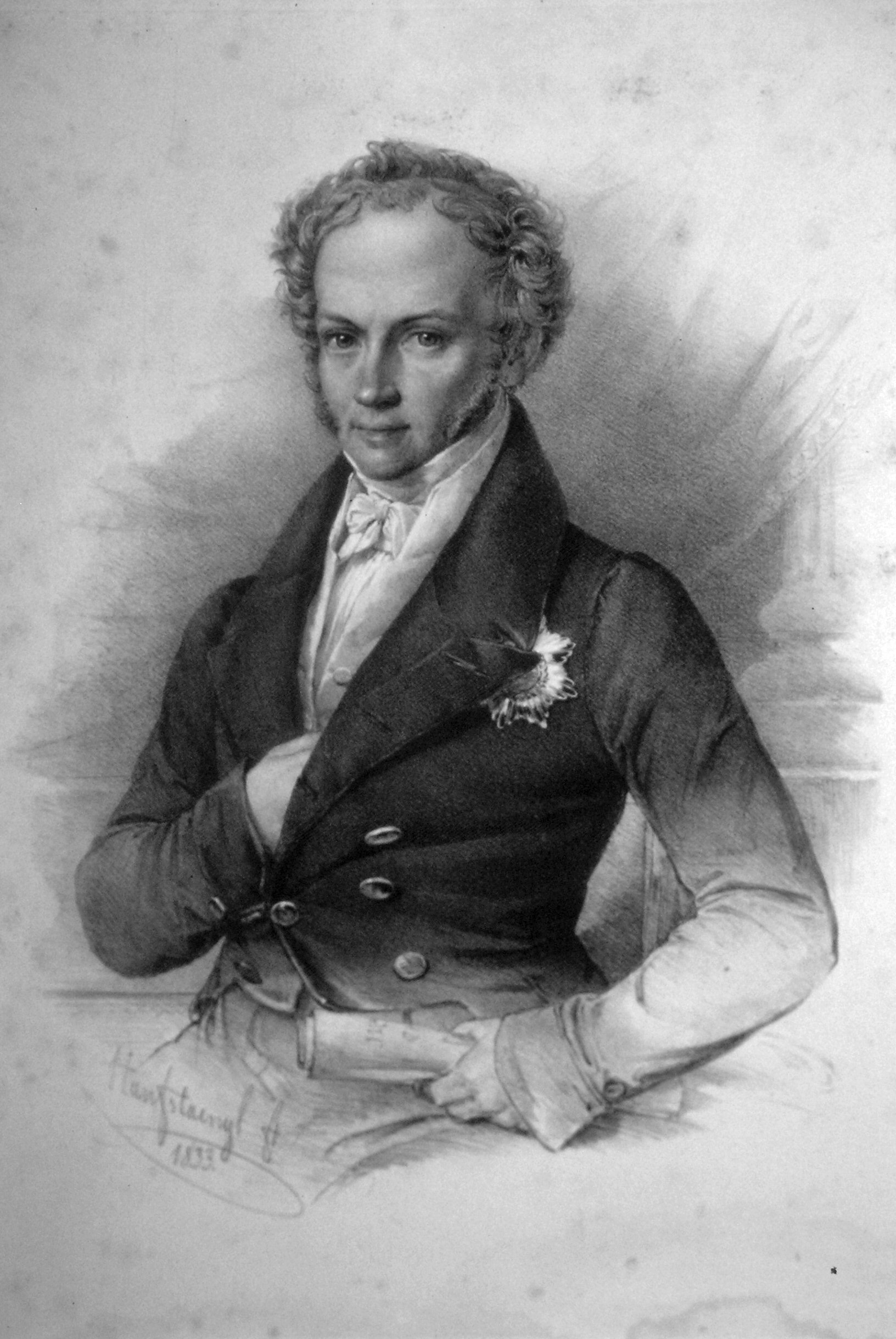
Joseph Ludwig von Armansperg

Joseph Ludwig graaf von Armansperg (Grieks: Ιωσήφ Λουδοβίκος Άρμανσμπεργκ) (Bad Kötzting, Beieren, 28 februari 1787- München, Beieren, 3 april 1853) was een Beiers diplomaat en staatsman. Hij was regent van Griekenland tijdens de minderjarigheid van koning Otto (1833-1835) en werd daarna premier van Griekenland (1835-1837).
Hij was minister van Financiën (1826-1831), Binnenlandse (1826-1828) en Buitenlandse Zaken (1828-1831) van Beieren tijdens de regering van Lodewijk I. Hij werd beschouwd als een liberale monarchist, maar op economisch gebied conservatief.
Toen prins Otto van Beieren in 1832 de Griekse kroon aangeboden kreeg, benoemde koning Lodewijk I hem tot voorzitter van een regentenraad met nog twee andere regenten: Carl Wilhelm von Heideck en Georg Ludwig von Maurer en één secretaris: Karl von Abel.
In Griekenland steunde Armansperg de Engelse Partij, terwijl de rest meer voor de Franse Partij was. Het kostte Armansperg veel moeite om de Franse Partij te steunen.
Wanneer koning Otto in 1835 volwassen werd, werd hij benoemd tot premier van Griekenland. Hij werd in 1837 ontslagen na het huwelijk van Otto met Amalia van Oldenburg, waarna hij terugkeerde naar Beieren.
Hij huwde in 1816 met Therese von Weichs (1787-1859) die hem 4 dochters schonk.
- Bibliothèque nationale de France: cb162969949 (data)
- Gemeinsame Normdatei: 11864582X
- International Standard Name Identifier: 0000 0000 2010 8247
- Nederlandse Thesaurus van Auteursnamen: 070240833
- Virtual International Authority File: 805561
- WorldCat: E39PBJrwWkX8brCYqtVQkw3YT3